# Адская кухня (телепередача)
«А́дская ку́хня» (англ. Hell's Kitchen) — кулинарное реалити-шоу Гордона Рамзи, идущее на американском канале Fox начиная с 2005 года. Несмотря на кулинарную ориентацию шоу, оно отличается высоким «накалом страстей» и существенной драматизацией сюжета. Лейтмотив шоу — состязание между участниками за позицию шефа в известном ресторане.

## Концепция шоу
Шоу построено как классический вариант реалити-шоу, в котором всех участников помещают «под колпак» и устанавливают круглосуточное наблюдение. Для шоу характерен высокий «накал страстей» и некомфортная социальная обстановка, зачастую ставящая психологическую составляющую соревнования выше остальных аспектов. Как и во многих других шоу Гордона Рамзи, основная концепция передачи заключается в состязании между участниками.
Каждый сезон начинается с 12—20 участников, и в каждом эпизоде, начиная с первого, из гонки за главный приз выбывает один участник (за редким исключением). Главный приз, согласно традициям канала Fox, как правило достаточно значим в денежном эквиваленте, победитель также получает возможность быть главным шеф-поваром элитного ресторана. Все участники сильно различаются по своим кулинарным способностям и навыкам, но в целом, их можно разделить на две команды — «новички» и «профессионалы». «Новички» — это люди, никогда не зарабатывавшие себе на жизнь приготовлением пищи. «Профессионалы» — повара, работающие по своей основной профессии.
В начальных эпизодах сезона все участники разделены на две кухни — «красную» и «синюю»; последние пять—шесть конкурсантов образуют одну — «чёрную» — команду. На первом этапе идёт состязание между командами, и по решению Рамзи проигравшая команда лишается одного из игроков. Выигравшая команда определяется по результатам «сервиса» (ужин, с 6 часов вечера и до 11), хотя иногда обе команды обязуются номинировать по одному человеку. На втором этапе состязание идёт уже между индивидами и, как правило, номинации на выбывание имеют индивидуальный, а не командный характер.
В каждом эпизоде устраиваются также мини-соревнования, результатом которых являются поощрение для выигравшей команды/индивида, и серьёзное наказание для проигравших. Все мини-соревнования носят сугубо практический характер и позволяют выявить наиболее талантливых шефов.
В конце каждого эпизода первого этапа выбирается проигравшая команда и «лучший среди худших», который номинирует двух претендентов на выбывание. После чего Гордон Рамзи выбирает, кто из этих двух отправится домой. Однако Рамзи не всегда соблюдает это правило и может вызвать «на ковёр» дополнительную кандидатуру, если посчитает это нужным (по желанию Гордона может быть исключён участник и выигравшей команды). Это нередко происходит в тех случаях, если «лучший из худших» пытается избавиться от главных конкурентов, выставляя на уничтожение заведомо сильных конкурсантов.

### Мини-соревнования
- «Фирменное блюдо» — конкурс, устраиваемый в первом эпизоде для всех новоприбывших участников шоу. Является своеобразным «первым впечатлением» от каждого из них. Большинство конкурсантов проваливает данный тест.
- «Тест на разделку» — весьма простой конкурс на разделывание того или иного вида сырого мяса. Например, нарезка стейка или приготовление вырезки камбалы. По результатам данного конкурса, как правило, выигрывают «профессионалы».
- «Испорченный телефон» — участники каждой команды должны приготовить три блюда, но одновременно в кухне может находиться лишь один человек. Всю информацию о том, что приготовлено или должно быть приготовлено, необходимо передать в течение пятнадцатисекундного окна общения между готовящим и следующим человеком. Тест на выявление командных игроков и способность работать под давлением.
- «Простой сервис под психологическим давлением» — тест на то, как команды и индивиды справляются с психологическим давлением.
- «Тест на вкус» — индивидуальный тест на вкусовую палитру каждого из участников. Предлагаются четыре различных ингредиента, которые надо определить на вкус. Чрезвычайно важный тест, участники, хорошо прошедшие данный тест, как правило выходили в последнюю пятёрку финалистов.
- «Экономический курс I» — командный тест, в котором возможно потратить весьма незначительную сумму в магазине (как правило, 100 долларов) на приобретение продуктов для меню из трёх блюд. После осуществления покупок необходимо приготовить блюда и предоставить их на суд Рамзи. Тест на командную игру, быстроту мышления и творческий подход к созданию блюд.
- «Экономический курс II» — индивидуальный тест, в котором предлагается ограниченный набор оставшихся ингредиентов (англ. leftover), из которых надо приготовить блюдо с максимальной утилизацией имеющегося набора. Естественно, блюдо должно иметь великолепный вкус, замечательный внешний вид и «притягивать» внимание посетителя. Данный тест проходят все повара, нанимаемые в холдинг Рамзи, без исключения.
- «Понравься своим посетителям» — индивидуальный тест, в котором каждый участник представляет существенное количество одного блюда для «всех» посетителей. Например, посетители могут быть обычными строительными рабочими или шеф-поварами с мировым именем, соответственно шеф должен сделать правильный выбор. Результат определяется с помощью отзывов посетителей, попробовавших блюда всех участников. Тест на способность предсказать популярные блюда в определённой социальной среде.
- «Попробуй и сделай» — индивидуальный тест, в котором надо создать новое блюдо на основе другого, известного и «классического» рецепта. В качестве классического блюда выбирается простое и незамысловатое блюдо вроде хот-дога или спагетти, и результат должен соответствовать стандартам Гордона Рамзи и «высокой кухни». Тест на творческое мышление и нестандартный подход к повседневным вещам.
- «Создай своё меню» — командный тест, в котором каждая команда должна представить по истечении часа своё собственное меню, состоящее из трёх антрэ, трёх основных блюд и трёх десертов. Тест направлен на выявление лидеров и наиболее талантливых поваров.
- «Создай свой ресторан» — последнее из испытаний, которому подвергаются два последних финалиста. Каждому участнику предлагается создать свой собственный ресторан с помощью дизайнеров, су-шефов и метрдотеля. После создания оба финалиста должны пройти сквозь полный сервис ужина ресторана (примерно 50 посетителей), используя своих ранее выбывших товарищей. Данный тест имеет решающую роль в том, кто же окажется победителем сезона.

### Постоянная команда шоу
- Гордон Рамзи — главный шеф-повар ресторана Hell’s Kitchen, ведущий и главный судья.
- Су-шефы: в течение первых трёх сезонов ими были Скотт Либфрид и Мэриэнн Сальседо, в четвёртом Мэриэнн была заменена на Глорию Феликс (по причине ухода первой из холдинга Гордона Рамзи). Один сезон су-шефом была Хитер Уэст, победительница 2-го сезона. С 7-го сезона эту должность занимает Энди Ван Виллиган. В 15, 17, 18 сезонах су-шефом была победительница 10 сезона Кристина Уилсон. Начиная с 11 сезона, су-шефа Скотта заменит Джеймс Эвери. В 15 и 16 сезоне су-шефом был Аарон Митрано. В 17 и 18 сезонах су-шефом стал Джеймс «Джокки» Перти.
- Метрдотель — Жан-Филипп Сусилович, бельгийский метрдотель из лондонского ресторана Petrus, входящего в холдинг Рамзи. С 8-го по 10-й сезоны — Джеймс Луканик. С 13 сезона Марино Монферрато.

|                       | 1 сезон    | 2 сезон    | 3 сезон    | 4 сезон    | 5 сезон    | 6 сезон    | 7 сезон    | 8 сезон    | 9 сезон    | 10 сезон   | 11 сезон   | 12 сезон   | 13 сезон   | 14 сезон   | 15 сезон   | 16 сезон   | 17 сезон   | 18 сезон   |
| Шеф                   |            |            |            |            |            |            |            |            |            |            |            |            |            |            |            |            |            |            |
| --------------------- | ---------- | ---------- | ---------- | ---------- | ---------- | ---------- | ---------- | ---------- | ---------- | ---------- | ---------- | ---------- | ---------- | ---------- | ---------- | ---------- | ---------- | ---------- |
| Гордон Рамзи          | Шеф        | Шеф        | Шеф        | Шеф        | Шеф        | Шеф        | Шеф        | Шеф        | Шеф        | Шеф        | Шеф        | Шеф        | Шеф        | Шеф        | Шеф        | Шеф        | Шеф        | Шеф        |
| Су-шефы               |            |            |            |            |            |            |            |            |            |            |            |            |            |            |            |            |            |            |
| Скотт Либфрид         | Су-шеф     | Су-шеф     | Су-шеф     | Су-шеф     | Су-шеф     | Су-шеф     | Су-шеф     | Су-шеф     | Су-шеф     | Су-шеф     |            |            |            |            |            |            |            |            |
| Мэриэнн Сальседо      | Су-шеф     | Су-шеф     | Су-шеф     |            |            |            |            |            |            |            |            |            |            |            |            |            |            |            |
| Глория Феликс         |            |            |            | Су-шеф     | Су-шеф     |            |            |            |            |            |            |            |            |            |            |            |            |            |
| Хитер Уэст            |            |            |            |            |            | Су-шеф     |            |            |            |            |            |            |            |            |            |            |            |            |
| Энди Ван Уиллиган     |            |            |            |            |            |            | Су-шеф     | Су-шеф     | Су-шеф     | Су-шеф     | Су-шеф     | Су-шеф     | Су-шеф     | Су-шеф     |            | Су-шеф     |            |            |
| Джеймс Эвери          |            |            |            |            |            |            |            |            |            |            | Су-шеф     | Су-шеф     | Су-шеф     | Су-шеф     |            |            |            |            |
| Аарон Митрано         |            |            |            |            |            |            |            |            |            |            |            |            |            |            | Су-шеф     | Су-шеф     |            |            |
| Кристина Уилсон       |            |            |            |            |            |            |            |            |            |            |            |            |            |            | Су-шеф     |            | Су-шеф     | Су-шеф     |
| Джеймс «Джокки» Петри |            |            |            |            |            |            |            |            |            |            |            |            |            |            |            |            | Су-шеф     | Су-шеф     |
| Метрдотели            |            |            |            |            |            |            |            |            |            |            |            |            |            |            |            |            |            |            |
| Жан-Филипп Сусилович  | Метрдотель | Метрдотель | Метрдотель | Метрдотель | Метрдотель | Метрдотель | Метрдотель |            |            |            | Метрдотель | Метрдотель |            |            |            |            |            |            |
| Джеймс Луканик        |            |            |            |            |            |            |            | Метрдотель | Метрдотель | Метрдотель |            |            |            |            |            |            |            |            |
| Марино Монферрато     |            |            |            |            |            |            |            |            |            |            |            |            | Метрдотель | Метрдотель | Метрдотель | Метрдотель | Метрдотель | Метрдотель |

## Таблица сезонов
| Сезон | Год выпуска | Победитель            | Финалист          | Шеф          | Метрдотель           | Су-шефы               | Су-шефы           | Количество участников | Приз                                                                       |
| ----- | ----------- | --------------------- | ----------------- | ------------ | -------------------- | --------------------- | ----------------- | --------------------- | -------------------------------------------------------------------------- |
| 1     | 2005        | Майкл Рэй             | Ральф Пагано      | Гордон Рамзи | Жан-Филипп Сусилович | Скотт Либфрид         | Мэриэнн Сальседо  | 12                    | Ресторан «Tatou» в Лос-Анджелесе                                           |
| 2     | 2006        | Хизер Уэст            | Вирджиния Дальбек | Гордон Рамзи | Жан-Филипп Сусилович | Скотт Либфрид         | Мэриэнн Сальседо  | 12                    | Ресторан «Terra Rossa» в Лас-Вегасе                                        |
| 3     | 2007        | Рок Харпер            | Бонни Мёрхед      | Гордон Рамзи | Жан-Филипп Сусилович | Скотт Либфрид         | Мэриэнн Сальседо  | 12                    | Ресторан «Terra Verde» в отеле «Green Valley Ranch» в Хендерсоне           |
| 4     | 2008        | Кристина Мачамер      | Луис Петроцца     | Гордон Рамзи | Жан-Филипп Сусилович | Скотт Либфрид         | Глория Феликс     | 15                    | Ресторан «London West Hollywood» в Лос-Анджелесе                           |
| 5     | 2009        | Дэнни Велтри          | Пола ДаСильва     | Гордон Рамзи | Жан-Филипп Сусилович | Скотт Либфрид         | Глория Феликс     | 16                    | Ресторан «Fornelletto» в отеле «The Borgata» в Атлантик-Сити               |
| 6     | 2009        | Дэйв Леви             | Кевин Коттл       | Гордон Рамзи | Жан-Филипп Сусилович | Скотт Либфрид         | Хитер Уэст        | 17                    | Ресторан «Araxi Restaurant» в Уистлере                                     |
| 7     | 2010        | Холли Югалде          | Джей Сантос       | Гордон Рамзи | Жан-Филипп Сусилович | Скотт Либфрид         | Энди Ван Уиллиган | 16                    | Ресторан Savoy Grill в отеле Savoy Hotel в Лондоне                         |
| 8     | 2010        | Нона Сивли            | Рассел Кук II     | Гордон Рамзи | Джеймс Луканик       | Скотт Либфрид         | Энди Ван Уиллиган | 16                    | Ресторан «LA Market» в отеле «JW Marriott Hotel» в Лос-Анджелесе           |
| 9     | 2011        | Пол Нидерманн         | Уилл Ластберг     | Гордон Рамзи | Джеймс Луканик       | Скотт Либфрид         | Энди Ван Уиллиган | 18                    | Ресторан «BLT Steak» в Нью-Йорк Сити                                       |
| 10    | 2012        | Кристина Уилсон       | Джастин Антиорио  | Гордон Рамзи | Джеймс Луканик       | Скотт Либфрид         | Энди Ван Уиллиган | 18                    | Ресторан «Gordon Ramsay Steak» в отеле «Paris Las Vegas» в Лас-Вегас-Стрип |
| 11    | 2013        | Джанель Уитт          | Мэри Поэнелт      | Гордон Рамзи | Жан-Филипп Сусилович | Джеймс Эвери          | Энди Ван Уиллиган | 20                    | Ресторан «Pub & Grill» в отеле «Caesars Palace» в Лас-Вегас-Стрип          |
| 12    | 2014        | Скотт Каммингс        | Джейсон Зепалтас  | Гордон Рамзи | Жан-Филипп Сусилович | Джеймс Эвери          | Энди Ван Уиллиган | 20                    | Ресторан «Pub & Grill» в отеле «Caesars Palace» в Лас-Вегас-Стрип          |
| 13    | 2014        | ЛаТаша МакКатчен      | Брайант Галлахер  | Гордон Рамзи | Марино Монферрато    | Джеймс Эвери          | Энди Ван Уиллиган | 18                    | Ресторан «Pub & Grill» в отеле «Caesars Atlantic City» в Атлантик-Сити     |
| 14    | 2015        | Меган Гилл            | Ти Грегуар        | Гордон Рамзи | Марино Монферрато    | Джеймс Эвери          | Энди Ван Уиллиган | 18                    | Ресторан «Pub & Grill» в отеле «Caesars Atlantic City» в Атлантик-Сити     |
| 15    | 2016        | Ариэль Мэлоун         | Кристин Бэйрон    | Гордон Рамзи | Марино Монферрато    | Аарон Митрано         | Кристина Уилсон   | 18                    | Ресторан «BLT Steak» в отеле «Bally’s Las Vegas» в Лас-Вегасе              |
| 16    | 2016        | Кимберли-Энн Райан    | Хэзер Уильямс     | Гордон Рамзи | Марино Монферрато    | Аарон Митрано         | Энди Ван Уиллиган | 18                    | Ресторан «Yardbird Southern Table & Bar» в Лас-Вегасе                      |
| 17    | 2017        | Мишель Триббл         | Бенджамин Нэк     | Гордон Рамзи | Марино Монферрато    | Джеймс «Джокки» Петри | Кристина Уилсон   | 16                    | Ресторан «Hell’s Kitchen» в отеле «Caesars Palace» в Лас-Вегас-Стрип       |
| 18    | 2018        | Ариель Контрерас-Фокс | Миа Кастро        | Гордон Рамзи | Марино Монферрато    | Джеймс «Джокки» Петри | Кристина Уилсон   | 16                    | Ресторан «Hell’s Kitchen» в отеле «Caesars Palace» в Лас-Вегас             |
| 19    | 2021        | Кори Саттон           | Мэри Лу Дэвис     | Гордон Рамзи | Марино Монферрато    | Джейсон «Джей» Сантос | Кристина Уилсон   | 18                    | Ресторан «Hell’s Kitchen» на озере Тахо                                    |
| 20    | 2021        | Трентон Гарви         | Меган Гилл        | Гордон Рамзи | Марино Монферрато    | Джейсон «Джей» Сантос | Кристина Уилсон   | 18                    | ресторан Gordon Ramsay Steak в «Paris Las Vegas»                           |

## Сезоны
| Сезон | Дата премьеры    | Победитель(ница)                                | Финалист(ка)                                 | Другие участники(цы) в порядке выбывания | Количество участников | Приз                                                                       |
| ----- | ---------------- | ----------------------------------------------- | -------------------------------------------- | --- | --------------------- | -------------------------------------------------------------------------- |
| 1     | 30 мая 2005      | Майкл Рэйангл. Michael Wray                     | Ральф Паганоангл. Ralph Pagano               | Кэроланн Валентино, Джеффри Дьюберри, Джефф ЛаПофф, Венди Лью, Мэри Эллен Дэниелс, Крис Норт, Эндрю Бонито, Джимми Кэси, Элси Реймос, Джессика Кабо | 12                    | Ресторан «Tatou» в Лос-Анджелесе                                           |
| 2     | 12 июня 2006     | Хэзер Уэст англ. Heather West                   | Вирджиния Дальбекангл. Virginia Dalbeck      | Полли Холлэдэй, Ларри Сик, Гейб Каннингем, Джиакомо Альфьери, Том Поули, Рэйчел Браун, Мэрибель Миллер, Гарретт Телль, Сара Хоровиц, Кит Грин | 12                    | Ресторан «Terra Rossa» в Лас-Вегасе                                        |
| 3     | 4 июня 2007      | Рок Харперангл. Rachman «Rock» Harper           | Бонни Мёрхедангл. Bonnie Muirhead            | Тиффани Нэджел, Эдди Лэнгли, Аарон Сонг, Джоанна Данн, Винни Фама, Мелисса Фирпо, Брэд Миллер, Джош Уалер, Джулия Уильямс, Джен Йемола | 12                    | Ресторан «Terra Verde» в отеле «Green Valley Ranch» в Хендерсоне           |
| 4     | 1 апреля 2008    | Кристина Мачамерангл. Christina Machamer        | Луис Петроццаангл. Louis Petrozza            | Доминик ДиФранческо, Шэрон Стюарт, Джейсон Андервуд, Крэйг Шнайдер, Ванесса Ганнелл, Шейна Рейчилсон-Задок, Бен Кэйлор, Розанн Фама, Луросс Эдралин, Мэтт Сигел, Бобби Андерсон, Джен Гэвин, Кори Эрлинг                                                                          | 15                    | Ресторан «London West Hollywood» в Лос-Анджелесе                           |
| 5     | 29 января 2009   | Дэнни Велтриангл. Danny Veltri                  | Пола ДаСильваангл. Paula DaSilva             | Уил Коцол, Джи-Хьюн Ча, Чарли Маккей, Сет Левин, Коллин Клик, Кои Баррасс, Джей Максвелл, Лэйси ДиАнджело, ЭлЭй Лимтиако, Кэрол Скотт, Джованни Филиппони, Роберт Эссе, Бен Уаланка, Андреа Хейнли                                                                                | 16                    | Ресторан «Fornelletto» в отеле «The Borgata» в Атлантик-Сити               |
| 6     | 21 июля 2009     | Дэйв Левиангл. Dave Levey                       | Кевин Коттлангл. Kevin Cottle                | Луи Кордио, Мелинда Меини, Джозеф Тиннелли, Тони ДиАлессандро, Лавли Джексон, Тек Мур, Джим МакГлоин, Роберт Эссе, Аманда Дэйвнпорт, Энди Хасбэндс, Сабрина Грессет, Вэн Хард, Сьюзан Шличт, Тэннилль Миддлтон, Ариэль Контрерас-Фокс                                             | 17                    | Ресторан «Araxi Restaurant» в Уистлере                                     |
| 7     | 1 июня 2010      | Холли Югалдеангл. Holli Ugalde                  | Джей Сантосангл. Jason «Jay» Santos          | Стейси Сличта, Эндрю Форстер, Майки Термини, Джейми Бисоулис, Мария Торриси, Скотт Хоули, Сальваторе Коппола, Шивон Аллгуд, Фрэн Клиер, Нилка Хендрикс, Эд Батталья, Джейсон Эллис, Отэмн Льюис и Бенджамин Нэк                                                                   | 16                    | Ресторан «Savoy Grill» в отеле «Savoy Hotel» в Лондоне                     |
| 8     | 22 сентября 2010 | Нона Сивлиангл. Nona Sivley                     | Рассел Кук IIангл. Russell Kook II           | Антония Борегман, Лиза ЛаФранка, Льюис Куртис, Радж Брэндстон, Луи Репуччи, Эмили Катчинс, Мелисса Дони, Борис Полещук, Роб Маккью, Винни Аккарди-мл., Сабрина Бримхэлл, Гейл Новенарио, Трев МакГрэт и Джиллиан Флазерс                                                          | 16                    | Ресторан «LA Market» в отеле «JW Marriott Hotel» в Лос-Анджелесе           |
| 9     | 18 июля 2011     | Пол Нидерманнангл. Paul Niedermann              | Уилл Ластбергангл. Will Lustberg             | Джейсон Зепалтас, Стивен Палуба, Брендан Хэйви, Аманда Колелло, Чино Чанг, Джина Мелчер, Монтеррэй Киз, Крупа Пател, Джонатон Пламли, Джейми Грегорич, Кэрри Кип, Натали Блэйк, Элизабет Бианчи, Дженнифер Нормант, Томми Стивенс и Элиз Уимс                                     | 18                    | Ресторан «BLT Steak» в Нью-Йорк Сити                                       |
| 10    | 4 июня 2012      | Кристина Уилсонангл. Christina Wilson           | Джастин Антиориоангл. Justin Antiorio        | Тэйвон Хаббэрд, Крис Карреро, Бриана Суонсон, Дон Саваж, Даниэль Риммер, Гай Вакнин, Рошни Гарнэни, Патрик Кассата, Ройс Вагнер, Тиффани Джонсон, Кимми Уиллис, Брайан Мерел, Робин Альмодовар, Клеменца Касерта, Барби Маршалл и Дана Коэн                                       | 18                    | Ресторан «Gordon Ramsay Steak» в отеле «Paris Las Vegas» в Лас-Вегас-Стрип |
| 11    | 12 марта 2013    | ДжаНель Уиттангл. Ja'Nel Witt                   | Мэри Поэнелтангл. Mary Poehnelt              | Себастьян Ройо, Джина Алоиз, Кристиан Росати, Даниэль Бурн, Джереми Мадден, Джессика Льюис, Дэн Райан, Жаклин Балдассари, Аманда Гиблин и Баррет Бейер, Рэй Элонги, Майкл Лэнгдон, Недра Харрис, Энтони Родригес, Зак Уомак, Сюзан Хитон, Синди Станимиров и Джон Скаллион        | 20                    | Ресторан «Pub & Grill» в отеле «Caesars Palace» в Лас-Вегас-Стрип          |
| 12    | 13 марта 2014    | Скотт Каммингсангл. Scott Commings              | Джейсон Зепалтасангл. Jason Zepaltas         | Гурав Навин, Николь Ратц, Симон Хаммонд, Майк Ареста, Майкл ДеМарко, Бет Тэйлор, Крис Эверсол, Бев Лацо-Гонзалес, Джессика Вогель, Ральф Джонсон, Сандра Флорес, Ричард Манчини, Антон Тестино, Майкл Гэбриэл, Кейша Цолликоффер, Джой Пархам-Томас, Рошель Бергман и Мелани Финч | 20                    | Ресторан «Pub & Grill» в отеле «Caesars Palace» в Лас-Вегас-Стрип          |
| 13    | 10 сентября 2014 | ЛаТаша МакКатченангл. La Tasha McCutchen        | Брайант Галлахерангл. Bryant Gallaher        | Джей Пи ДеДоминикис, Джанэй Симпсон, Дэнин Джордано, Джей Ар Робинсон, Кейлен Моргенштерн, Кейти МакКьюн, Эшли Шерман, Стив Розенталь, Фрэнк Билотти, Аарон Лэмон, Фернандо Круз, Стерлинг Райт, Брайан Сантос, Рои ДиЛео, Дженнифер Салхофф и Садэй Дэнси                        | 18                    | Ресторан «Pub & Grill» в отеле «Caesars Atlantic City» в Атлантик-Сити     |
| 14    | 3 марта 2015     | Меган Гиллангл. Meghan Gill                     | Ти Грегуар англ. T Gregoire                  | Крисса Шмерлер, Кэмерон Спагноло, Майкл Дессолт, Мика Хоузер, Моник Букер, Брендан Пэлли, Сара Бомерт, Брет Хозер, Адам Ливов, Кристин Хэйзел, Рэнди Белл, Элисон Ривера, Джош Тровато, Ник Питерс, Милли Мэдли и Мишель Триббл                                                   | 18                    | Ресторан «Pub & Grill» в отеле «Caesars Atlantic City» в Атлантик-Сити     |
| 15    | 15 января 2016   | Ариэль Мэлоунангл. Ariel Malone                 | Кристин Бэйрон англ. Kristin Barone          | Марк Парас, Шеркинна Баггс, Ванесса Сольтеро, Мис Дэвис, Кевин Ридлон, Алан Паркер, Эдди Ясковиак, Хассан Масселмани, Джо Риччи, Чед Гелсо, Джеки Фукс, Фрэнк Кала, Дэнни Харрисон, Манда Паломино и Джаред Бобкин, Эшли Никкелл                                                  | 18                    | Ресторан «BLT Steak» в отеле «Bally’s Las Vegas» в Лас-Вегасе              |
| 16    | 23 сентября 2016 | Кимберли-Энн Райан англ. Kimberly-Ann Ryan      | Хэзер Уильямс англ. Heather Williams         | Пэт Торторелло, Дженаро Делилло, Джессика Бойнтон, Джиа Янг, Аарон Смок, Азиза Янг, Джонни МакДэвитт, Куп Вайнкуп, Шейна Хэйден и Мэтт Хирн, Венди Мендез, Девин Симпсон, Эндрю Пирс, Кимберли Рот и Поли Джиганти, Хайди Парент                                                  | 18                    | Ресторан «Yardbird Southern Table & Bar» в Лас-Вегасе                      |
| 17    | 29 сентября 2017 | Мишель Триббл англ. Michelle Tribble            | Бенджамин Нэк англ. Benjamin Knack           | Бен Уаланка, Эшли Никкелл, Джош Тровато, Джаред Бобкин, Джованни Филиппони, Манда Паломино, Вэн Хард, Барби Маршалл, Дана Коэн, Элиз Харрис и Дженнифер Нормант, Робин Альмодовар, Милли Мэдли, Ник Питерс                                                                        | 16                    | Ресторан «Hell’s Kitchen» в отеле «Caesars Palace» в Лас-Вегас-Стрип       |
| 18    | 28 сентябрь 2018 | Ариэль Контрерас-Фокс англ. Ariel Contreras-Fox | Миа Кастро англ. Mia Castro                  | Скотт Попович, Джен Гэвин, Кевин Коттл, Крис Мендонка, Ти Грегуар, Гиззи Бартон, Рои ДиЛео, Скотли Иннис, Хозе ДеДжисис, Трев МакГрэт, Канэй Хьюстон, Хэзер Уильямс, Крис Мотто, Брет Хозер                                                                                       | 16                    | Ресторан «Hell’s Kitchen» в отеле «Caesars Palace» в Лас-Вегас-Стрип       |
| 19    | 7 января 2021    | Кори Саттон англ. Kori Sutton                   | Мэри Лу Дэвис англ. Mary Lou Davis           | Кеннет МакДаффи, Элиотт Санчез, Фабиола Фуэнтес, Дрю Тингли, Бриттани Рэтклифф, Питер Мартинез, Джош Окли, Сайенн Уилльямс, Лорен Лоулесс, Адам Павлак, Марк Куинонес, Джордан Сэйвелл, Никки Ханна, Эмбер Ланкастер, Коди Канделарио, Дэклан Хорган                              | 18                    | Ресторан «Hell’s Kitchen» в Lake Tahoe                                     |
| 20    | 31 мая 2021      | Трентон Гарви англ. Trenton Garvey              | Меган Гилл англ. Megan Gill                  | Эйва Харрен, Мэттью Фрэнсис Джонсон, Джей Смит, Алекс Леник, Моргана Вейси, Пэйтон Купер, Кевин Аргета, Киану Хоган, Виктория Сонора, Джоси Клеменс, Сэм Гарман, Эмили Херш и Антонио Руиз, Стив Гленн, Бринн Гибсон, Кайя Вильгельм                                              | 18                    | Ресторан «Gordon Ramsay Steak» в отеле «Paris» в Лас-Вегасе                |
| 21    | 29 сентября 2022 | Алекс Белью англ. Alex Belew                    | Дафни Мехия англ. Dafne Mejia                | Шарлин Шерман, Зус Гордиани, О’Шэй Лолли, Николь Гомез, Билли Трудсо и Алисса Осинга, Минди Ливенгуд, Илеана Д’Сильва, Влад Брянцев, Эйби Санчез, Бретт Биннингер-Шварц, Сакари Смитвик и Тара Сианнелла, Шайенн Николс, Саммер Селлерс, Алехандро Нахар                          | 18                    | Ресторан "Hell's Kitchen" at Caesars в Атлантик-Сити                       |
| 22    | 28 сентября 2023 | Райан О'Салливан англ. Ryan O'Sullivan          | Джонатан Бенвенути англ. Johnathan Benvenuti | Тед Уолтерс, Клаудия Диавара, Маттиас Баттс, Мелисса Айронс, Брэд Делгадо, Раниша Конерли, Жермейн Райт, Девон Розенблатт, Сандра Гаджовски, Атой Джонсон, Доня Тэйлор, Джейсон Хедин, Ли Орлинс и Дамир Мерриуэвер, Кармен Ибарра, Сэмми Тарантино                               | 18                    | Ресторан "Hell's Kitchen" at Caesars Palace                                |

## Адаптации

### Русская версия
Русская версия передачи была показана на канале РЕН-ТВ с 9 февраля по 31 мая 2012 года. Главный приз — 3 миллиона рублей, количество претендентов — 17, шеф-повар — Арам Мнацаканов, судьи — Сергей Гусовский и Дарья Цивина. Победитель 1 сезона — Семён Колесников.
2-й сезон транслировался с 17 января по 25 апреля 2013 года. Главный приз — 3 миллиона рублей, шеф-повар — Арам Мнацаканов. Победитель 2 сезона — Алмаз Искаков.
3-й сезон транслировался на телеканале «Пятница!» с 20 сентября по 27 декабря 2017 года. Главный приз — 1 миллион рублей и место в ресторане шеф-повара, которым стал Константин Ивлев. Последующие сезоны показаны там же с теми же шефом и призом. Победительница этого сезона — Ирина Медведева.. В последнем выпуске сезона сам шеф Ивлев объявил этот сезон шоу не третьим, а первым, тем самым дистанционировавшись от мнацакановского варианта шоу.
4-й сезон транслировался с 22 августа по 12 декабря 2018 года. Победитель — Владислав Керезь.
5-й сезон транслировался с 21 августа по 18 декабря 2019 года. Победитель — Антон Дмитриев.
6-й сезон транслировался с 19 августа по 23 декабря 2020 года. Победитель — Александр Пушков.
7-й сезон транслировался с 18 августа по 22 декабря 2021 года. Победитель — Георгий Матвеев.